# المپیا
المپیا (به یونانی: Ὀλυμπία یونانی باستان: ˈolympia؛ یونانی مدرن: Olympía) دشتی است در یونان که مسابقات المپیک در آن برگزار می‌شد.
المپیا، پناهگاه یونان باستان در شهر الیز، شبه جزیره پلوپونز بود که برای داشتن مکانی برای برگزاری بازی‌های المپیک در دوران کلاسیک شناخته شده است.
بازی‌های المپیک از قرن هشتم پیش از میلاد تا قرن ۴ میلادی هر چهار سال یکبار در سراسر اروپای دوران کلاسیک برگزار می‌شد. نخستین بازی‌های المپیک به افتخار زئوس برگزار شد که به ۷۷۶ قبل از میلاد برمی‌گردد.

## نگارخانه

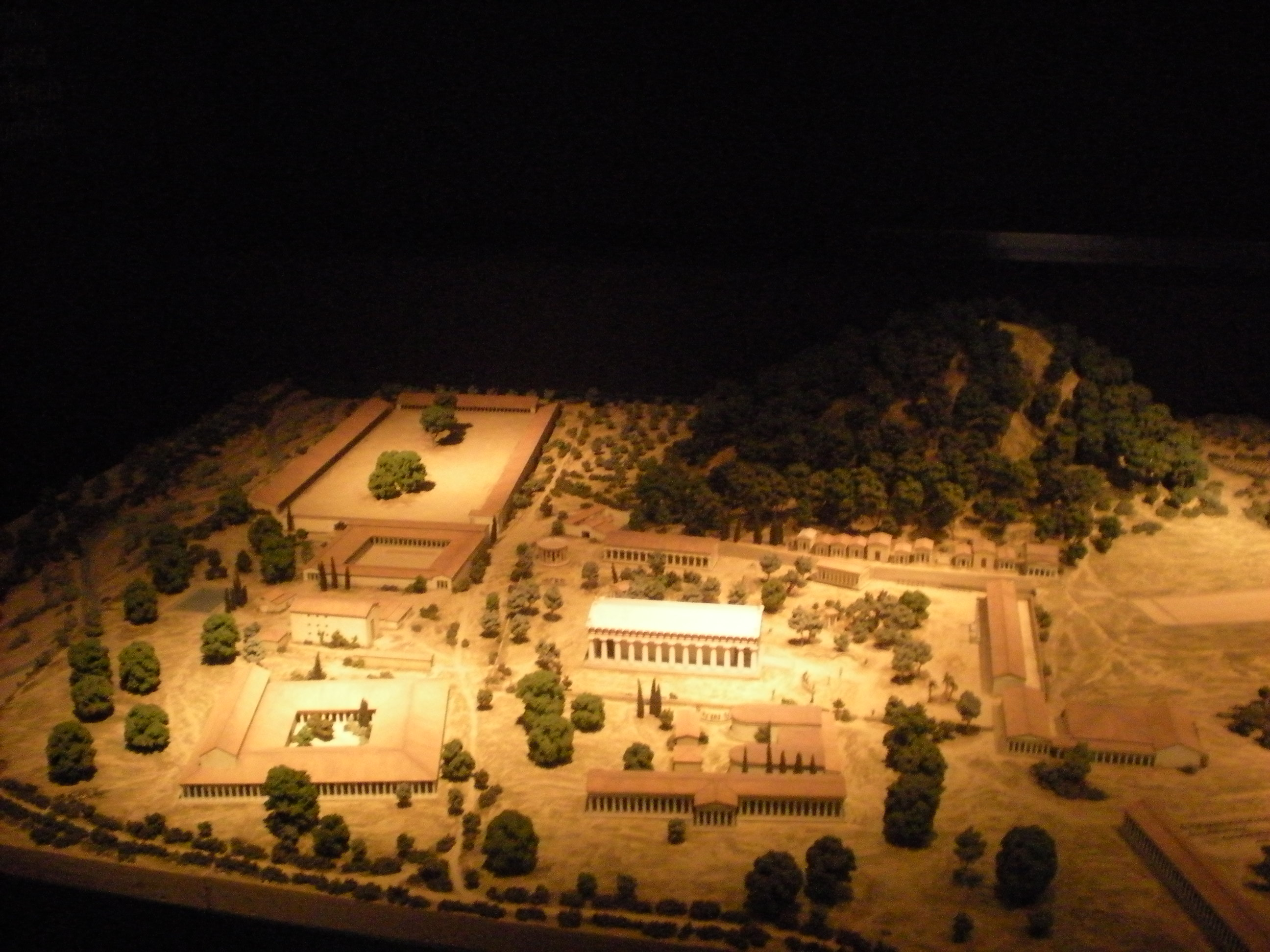
ماکت معماری محوطه معبد بزرگ المپیا، یونان.
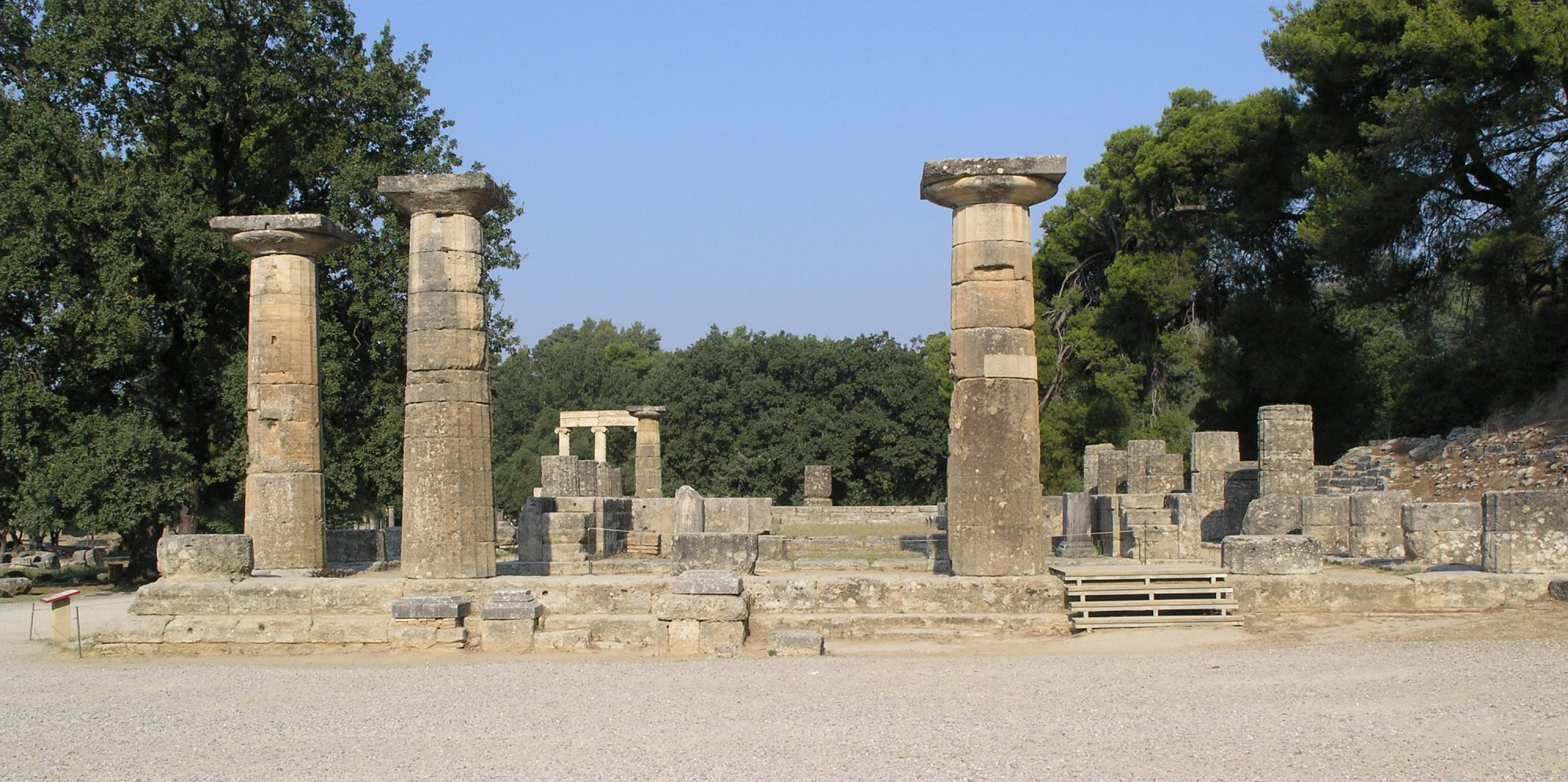
ویرانه‌های معبد هرا (المپیا)
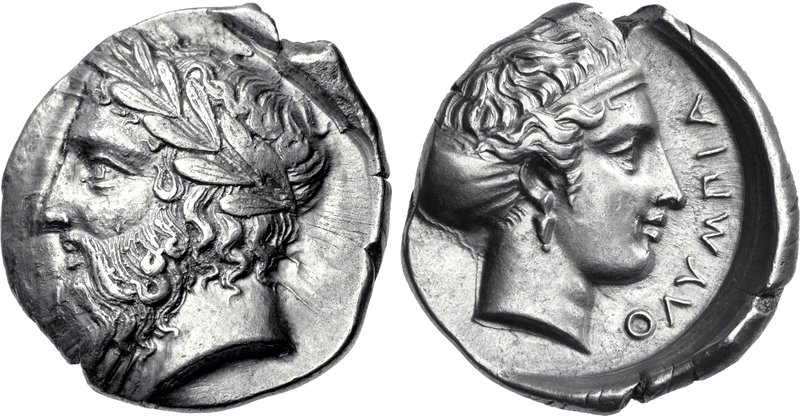
سکه نقره تترادراخما، ۳۶۰ قبل از میلاد، المپیا. روی سکه: سر زئوس با تاج گل برگ بو. پشت سکه: سر نیمف با پیشانی‌بند و OΛYMΠIA در سمت راست.
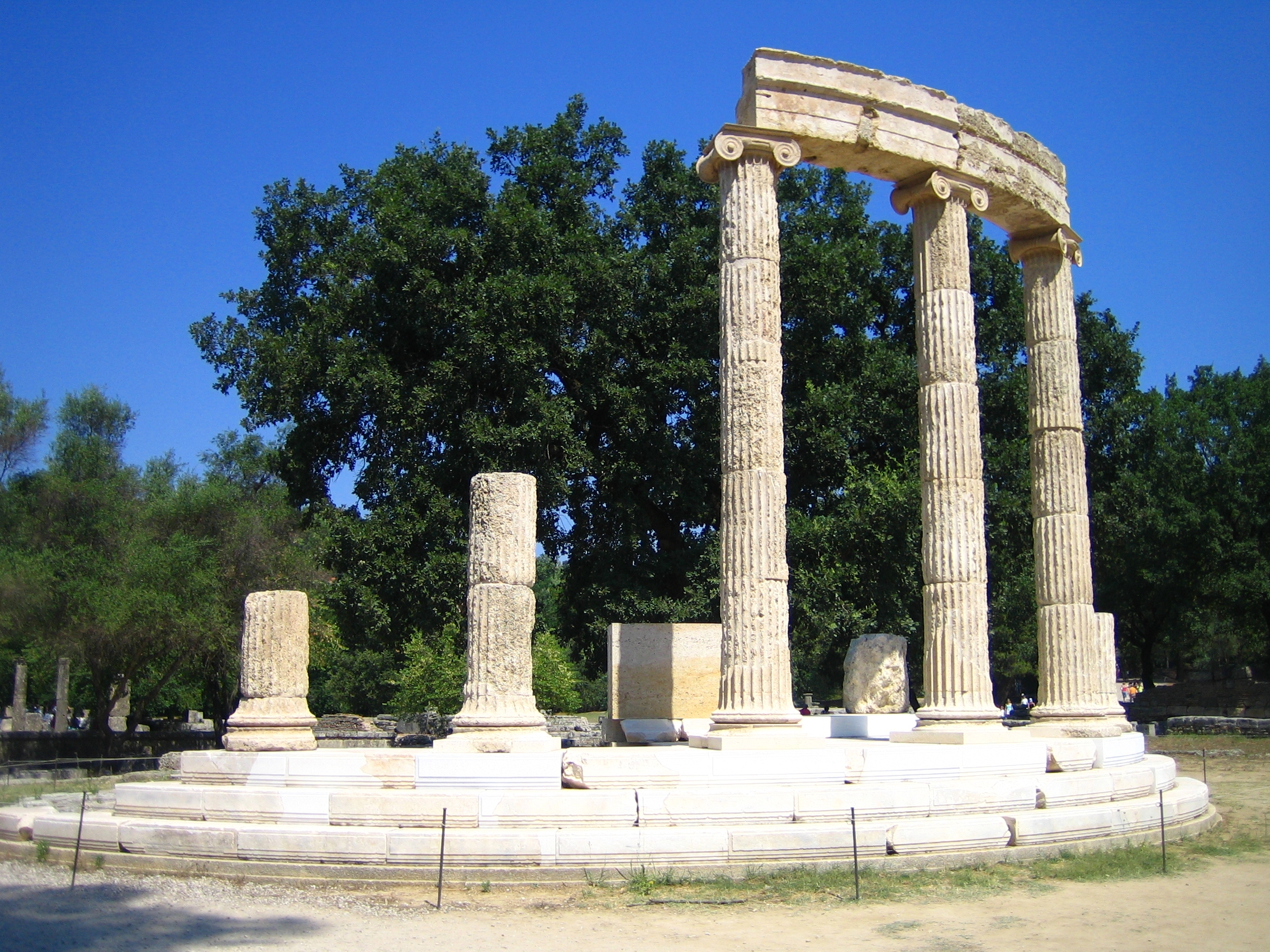
خرابه‌های فیلیپین
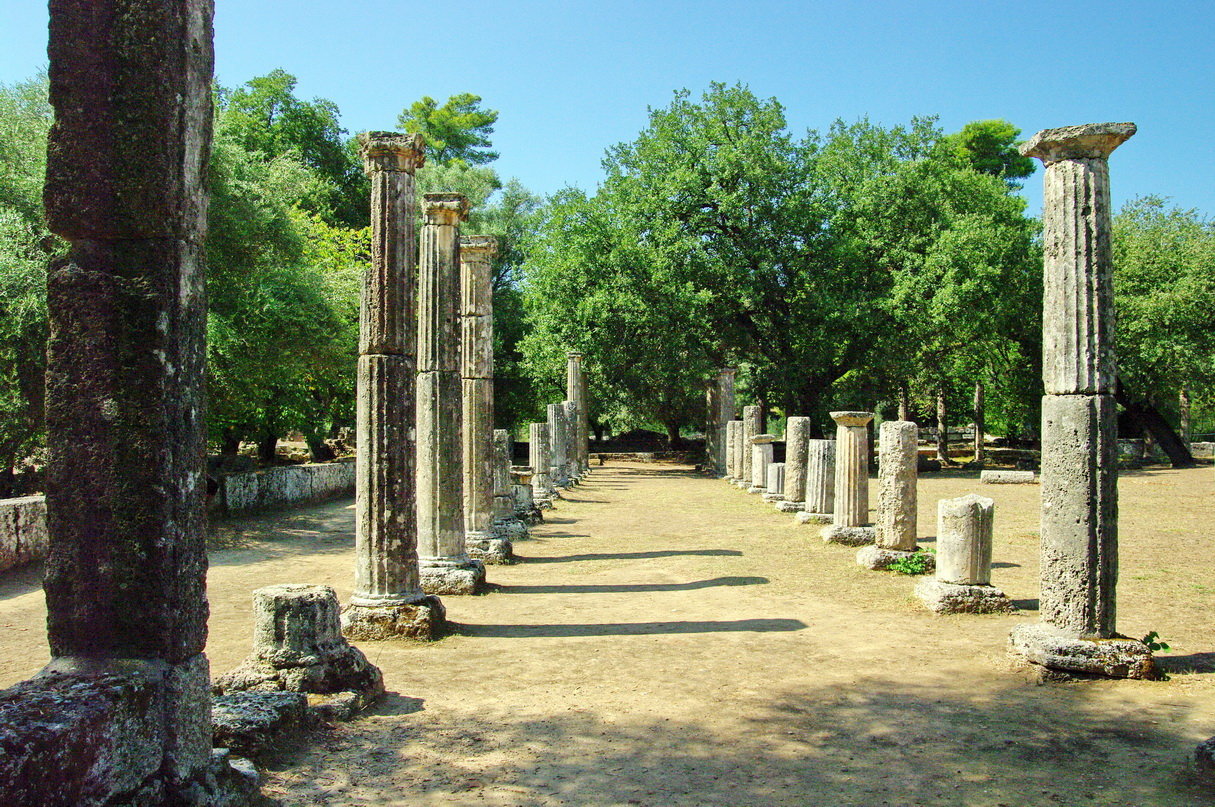
ورزشگاه در المپیا
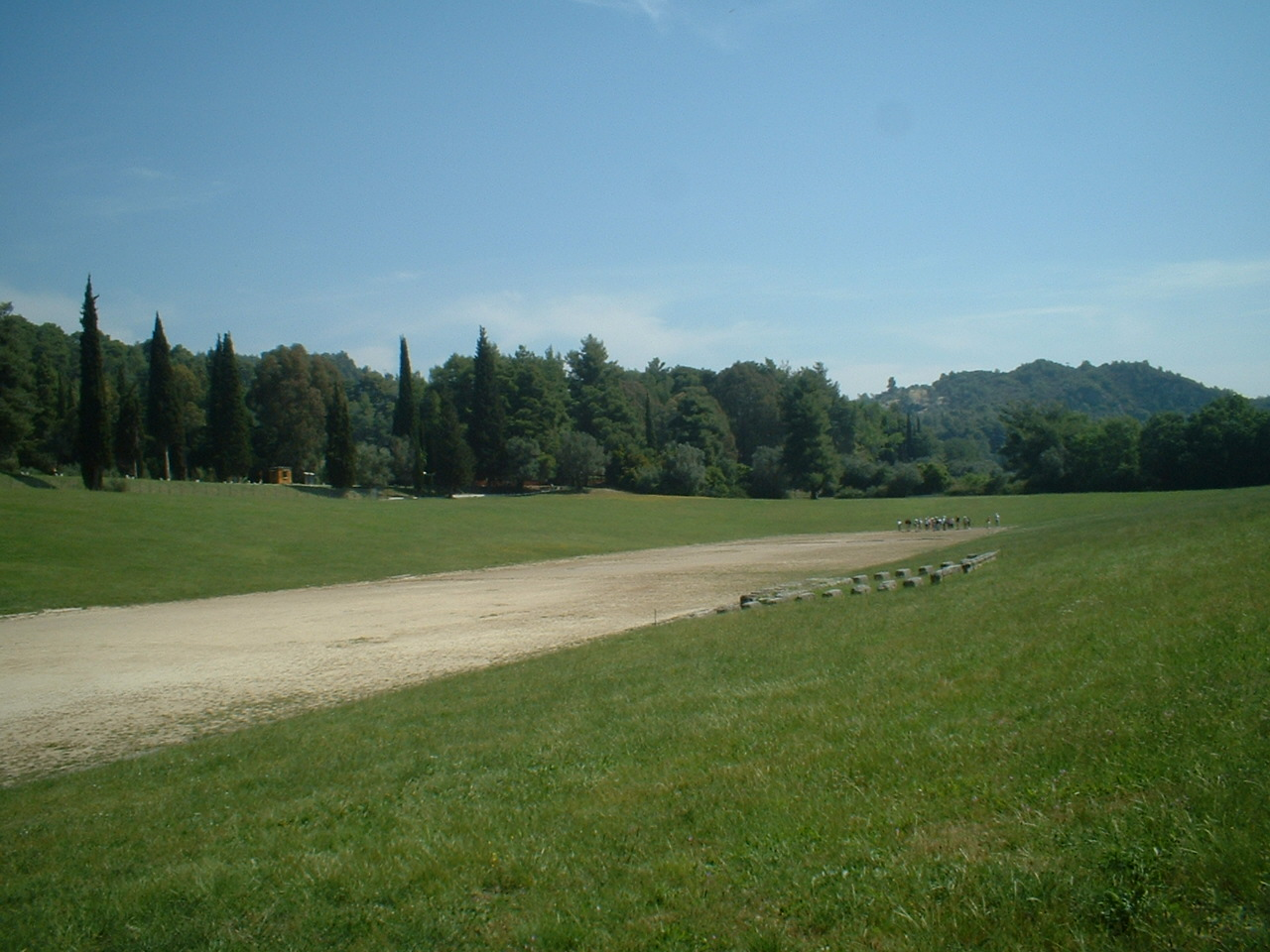
استادیوم المپیا
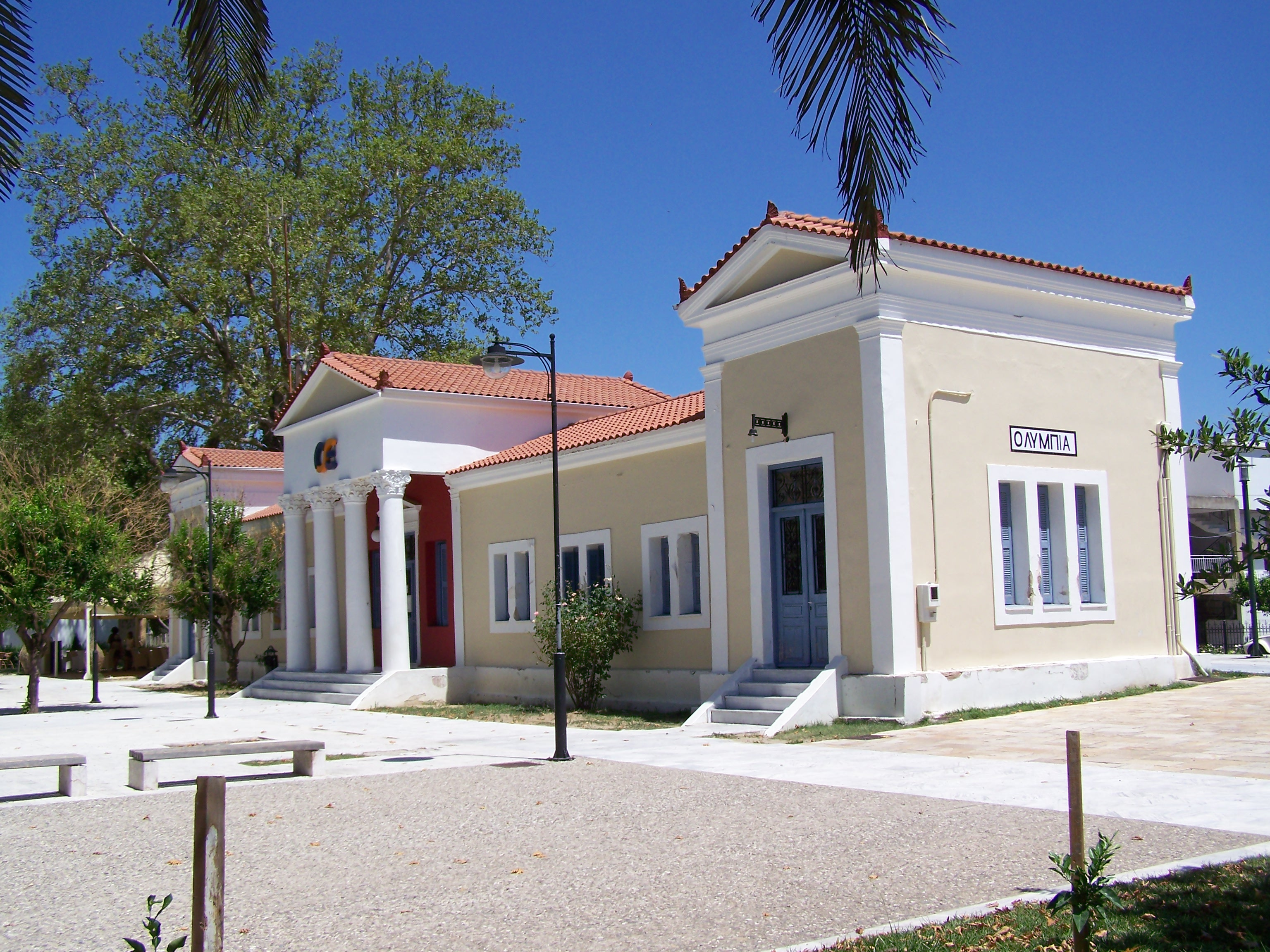
ایستگاه قطار المپیا

## نقشه سایت
- ۱. Propylon،
- ۲. Prytaneion،
- ۳. Philippeion،
- ۴. Temple of Hera،
- ۵. Pelopion،
- ۶. Nymphaeum of Herodes Atticus،
- ۷. Metroon،
- ۸. Treasuries،

- ۹. Crypt (arched way to the stadium)،
- ۱۰. Stadium،
- ۱۱. Echo Stoa،
- ۱۲. Building of Ptolemy II and Arsinoe II،
- ۱۳. Hestia stoa،
- ۱۴. Hellenistic building،
- ۱۵. Temple of Zeus،
- ۱۶. Altar of Zeus،
- ۱۷. Achaeans،
- ۱۸. Ex-voto of Mikythos،
- ۱۹. Nike of Paeonius،
- ۲۰. Gymnasion،
- ۲۱. Palaestra،
- ۲۲. Theokoleon،
- ۲۳. Heroon،
- ۲۴. Pheidias' workshop and paleochristian basilica،
- ۲۵. Baths of Kladeos،
- ۲۶. Greek baths،
- ۲۷. and 28. Hostels،
- ۲۹. Leonidaion،
- ۳۰. South baths،
- ۳۱. Bouleuterion،
- ۳۲. South stoa،
- ۳۳. Villa of Nero.

گنجینه (Treasuries)
- I. Sicyon،
- II. Syracuse، Sicily،
- III. Epidamnus(?)،
- IV. Byzantium(?)،
- V. Sybaris(?)،
- VI. Cyrene، Libya(?)،
- VII. Unidentified،
- VIII. Altar(?)،
- IX. Selinunte،
- X. Metapontum،
- XI. Megara،
- XII. Gela.